# Pour Some Sugar on Me
Pour Some Sugar on Me är en låt av det brittiska hårdrocksbandet Def Leppard. Låten, som återfinns på albumet Hysteria, utgavs som singel den 7 september 1987. "Pour Some Sugar on Me" nådde andra plats på Billboard Hot 100.

## De två versionerna
Det finns två versioner av låten och det spelades även in två olika musikvideor. I den första versionen av videon får man se Def Leppard spela i ett hus som håller på att rivas. Den andra videon består av olika klipp från en konsert där de framför låten.

## Singeln
"Pour Some Sugar on Me" utgör den andra singeln från Hysteria, och det finns två versioner av singeln, en brittisk och en amerikansk. På den brittiska utgåvan finns låten I Wanna Be Your Hero på B-sidan. På den amerikanska utgåvan består B-sidan av låten Ring of Fire (vilken inte ska förväxlas med Johnny Cash-låten med samma namn).

## Coverversioner
- År 2001 släppte Emm Gryner albumet Girl Versions, som innehåller en akustisk version av låten.
- År 2007 tolkade Radio Cult låten på albumet Retroactive.
- År 2010 gjorde punkbandet The Maine en cover, speciellt för samlingsalbumet Punk Goes Classic Rock.
- Samma år gjorde metal-bandet L.A. Guns en cover, som finns med på deras album Covered in Guns.
- Sugarland brukar framföra låten under konserter ibland.
- A cappella-bandet On The Rocks under andra säsongen av TV-serien The Sing-Off.